# Одишария, Чака Васильевна
Ча́ка Васи́льевна Одиша́рия (1901, село Ингири, Зугдидский уезд, Кутаисская губерния, Российская империя — неизвестно, село Ингири, Зугдидский район, Грузинская ССР) — колхозница колхоза «Ингири» Зугдидского района, Грузинская ССР. Удостоена звания Героя Социалистического Труда в 1951 году и лишена в 1953 году.

## Биография
Родилась в 1901 году в крестьянской семье в селе Ингири Зугдидского уезда. С раннего возраста трудилась в сельском хозяйстве. С середины 1930-х годов трудилась на чайной плантации колхоза «Ингири» Зугдидского района.
В 1950 году согласно представленным документам собрала 10259 килограмм зелёного чайного листа на участке площадью 0,8 гектара. Указом Президиума Верховного Совета СССР от 1 сентября 1951 года удостоена звания Героя Социалистического Труда за «получение в 1950 году высоких урожаев сортового зелёного чайного листа и винограда» с вручением ордена Ленина и золотой медали «Серп и Молот» (№ 6192).
Этим же указом званием Героя Социалистического Труда были награждены председатель колхоза Иродий Георгиевич Чургулия, колхозницы Нуца Феодоровна Кварацхелия и Луна Мелитоновна Сарсания.
В последующем в колхозе была произведена государственная проверка, во время которой выяснилось, что в действительности часть чайного листа, сданного Чакой Одишария, было передано ей другими колхозниками с соседнего участка. 24 февраля 1953 года Постановлением Президиума Верховного Совета СССР был отменён указ о награждении Чаки Одишария званием Героя Социалистического Труда в связи с необоснованностью представления к награде. Этим же Постановлением звания Героя Социалистического Труда с подобной формулировкой были лишены колхозницы Нуца Феодоровна Кварацхелия и Луна Мелитоновна Сарсания.
После выхода на пенсию проживала в родном селе Ингири. Дата смерти не установлена.